# Robert Sean Leonard
Robert Sean Leonard (* 28. února 1969 Westwood) je americký herec a držitel ceny Tony za nejlepšího herce v divadelní hře. Nejvíce se proslavil rolí studenta Neila Perryho ve filmu Společnost mrtvých básníků z roku 1989 a rolí Dr. Jamese Wilsona v seriálu Dr. House.

## Biografie
Narodil se jako Robert Lawrence Leonard ve Westwoodu ve státě New Jersey. Na divadelních prknech stanul poprvé již v 11 letech a od 15 let je profesionálním hercem. Absolvoval Fordhamovu univerzitu a poté Kolumbijskou univerzitu. Poté, co byl přijat do Screen Actor's Guild si změnil své druhé jméno na Sean. Jeho první hereckou rolí byla malá postava v televizním filmu My Two Loves z roku 1986. V témže roce hrál také ve filmu Vražedné hry (The Manhattan Project). Tato komedie, kde hrál i John Lithgow, je o vědeckém experimentu, který se odehrává v budoucnosti.
Dalším filmem v jeho začátcích byl Bluffing It z roku 1987 a poté o rok později teenagerovská komedie My Best Friend Is a Vampire. Jeho další role, která přišla o rok později, se stala jednou z jeho nejvýznamnějších. Byl jí student Neil Perry ve filmu Společnost mrtvých básníků, kde hrál po boku Robina Williamse a Ethana Hawkea. Neil Perry je mladý student, jehož vášeň pro herectví byla udušena strachem z otce a dominance rodičů v jeho životě.
V té době dvacetiletý herec byl ve své kariéře na dobré cestě, a získal roli ve filmu, který získal nominaci na Oscara, Pan a paní Bridgeovi (Mr. & Mrs Bridge) z roku 1990, kde hrál po boku Paula Newmana. O rok později následoval ne příliš úspěšný film Married to It. O dva roky zaznamenal velký úspěch ve třech různých filmech.
Nejprve hrál v adaptaci Shakespearovy komedie Mnoho povyku pro nic (Much Ado About Nothing). Tento film, který s počátečním rozpočtem 8 milionů dolarů nakonec vydělal 60 milionů se stal jedním z nejúspěšnějších filmů založených na hře Williama Shakespeara. Ve filmu Leonard hrál po boku dalších talentovaných herců, jako jsou Keanu Reeves, Denzel Washington, Michael Keaton a Emma Thomson. Ve filmu ztvárnil postavu florentského šlechtice Claudia, jehož láska k dceři messinského krále dojde naplnění.
Ve stejném roce vystoupil v hudební retrokomedii Swing Kids, kde ztvárnil naivního a ušlechtilého hamburského gymnazistu Petera Müllera, který se společně se svými dvěma kamarády snaží žít podle vlastních ideálů navzdory nacistické zvůli. Ve filmu hrál společně s Christianem Balem, Frankem Whaleym, Barbarou Hershey a Kennethem Branaghtem.
Třetím filmem, kde Leonard v tomto roce zaznamenal úspěch bylo milostné drama Věk nevinnosti, natočené na motivy stejnojmenného románu Edith Whatronové. V tomto filmu, kde hrál po boku Daniela Day-Lewise, Winony Ryder a Michelle Pfeifferové, ztvárnil postavu aristokrata Larryho Leffertse, který byl blízkým přítelem hlavního hrdiny. Winona Ryder získala za roli ve filmu nominaci na Oscara a film samotný získal Oscara v kategorii Nejlepší kostým.
Po těchto třech velkých filmech se Leonardův profesní růst zpomalil. V roce 1996 sice hrál ve třech různých filmech (Deník vraha, Kluci ze sousedství a Má mě rád, nemá mě rád), žádný z nich však nebyl úspěšný jako trojice filmů z roku 1993. Dále hrál mimo jiné ve filmu Poslední dny disca a thrilleru Přistání naslepo, kde hrál po boku Kiefera Sutherlanda, Henryho Winklera a Bruce McGilla. Mezi jednu z jeho nejlepších televizních rolí patří postava Dannyho v rodinném dramatu Za soumraku, který umírá na AIDS.
Leonardova práce se změnila s příchodem nového milénia. Začal hrát v televizních seriálech, ale i tak stále hrál i ve filmech. V roli hosta se objevil v televizních seriálech Pustina (Wasteland) a Krajní meze (The Outer Limits). V roce 2001 hrál v dramatickém filmu Přiznání (Tape), televizním filmu Záblesk z pekel (A Glimpse of Hell) a Formule (Driven), kde hrál po boku Sylvestera Stallona a Burta Reynoldse. Poté byl Leonard obsazen do seriálů, které mu přinesly slávu.
Mezi jednu z jeho posledních rolí patří postava onkologa Dr. Jamese Wilsona v televizním seriálu Dr. House. Seriál, který se začal natáčet v roce 2004, je o Wilsonovu příteli Gregory Housovi, který je cynický, asociální a částečně chromý lékař, který však téměř vždy stanoví správnou diagnózu u neřešitelných případů. Leonard byl prvním hercem, který byl v seriálu obsazen. Wilson je mnohem lidštější než House a díky jejich přátelství spolu často debatují. Sám se však potýká se svými vlastními problémy. Postava Dr. Wilsona je pravděpodobně nejznámější postavou v Leonardově kariéře.

## Filmografie
| rok       | název                                                     | role              | poznámky  |
| --------- | --------------------------------------------------------- | ----------------- | --------- |
| 1986      | Vražedné hry (The Manhattan Project)                      | Max               |           |
| 1986      | My Two Loves                                              |                   | TV film   |
| 1987      | Bluffing It                                               |                   | TV film   |
| 1988      | My Best Friend Is a Vampire (My Best Friend Is a Vampire) | Jeremy Capello    |           |
| 1989      | Společnost mrtvých básníků (Dead Poets Society)           | Neil Perry        |           |
| 1990      | Pan a paní Bridgeovi (Mr. and Mrs. Bridge)                | Douglas Bridge    |           |
| 1991      | Married to It (Married to It)                             | Chuck Bishop      |           |
| 1993      | Swing Kids (Swing Kids)                                   | Peter Müller      |           |
| 1993      | Mnoho povyku pro nic (Much Ado About Nothing)             | Claudio           |           |
| 1993      | Věk nevinnosti (The Age of Innocence)                     | Ted Archer        |           |
| 1993      | A Dog Race in Alaska                                      |                   |           |
| 1994      | Nejlepší máma (Safe Passage)                              | Alfred Singer     |           |
| 1996      | Kluci ze sousedství (The Boys Next Door)                  | Barry Klemper     | TV film   |
| 1996      | Deník vraha (Killer: A Journal Of Murder)                 | Henry Lesser      |           |
| 1996      | Má mě rád, nemá mě rád (I Love You, I Love You Not)       | anděl smrti       |           |
| 1997      | Za soumraku (In the Gloaming)                             | Danny             | TV film   |
| 1998      | Past (Standoff)                                           | Jamie Doolin      |           |
| 1998      | Poslední dny disca (The Last Days of Disco)               | Tom Platt         |           |
| 1998      | Přistání naslepo (Ground Control)                         | Cruise            |           |
| 2001      | Přiznání (Tape)                                           | Jon Salter        |           |
| 2001      | Záblesk z pekel (A Glimpse of Hell)                       | poručík Dan Meyer | TV film   |
| 2001      | Formule! (Driven)                                         | Demille Bly       |           |
| 2001      | Chelsea Walls (Chelsea Walls)                             | Terry Olsen       |           |
| 2002      | Corsairs                                                  |                   | TV seriál |
| 2003      | Ztráta paměti (The I Inside)                              | Peter Cable       |           |
| 2003      | Rodinné tajemství (A Painted House)                       | Jesse Chandler    | TV film   |
| 2004–2012 | Dr. House                                                 | Dr. James Wilson  | TV seriál |

## Ocenění a nominace
- Tony Awards – Nejlepší herec v divadelní hře
2001 Vynález lásky

Nominace
- Tony Awards – Nejlepší herec v divadelní hře
1993 Candida
2003 Cesta dlouhým dnem do noci (Long Days Journey into Night)
- Young Artist Award – Výjimečný mládežnický výkon
1994 Swing Kids (Swing Kids)